# Огандо, Тимотео
Тимотео Огандо Энкарнасьон (исп. Timoteo Ogando Encarnación; 31 июля 1818, Педро-Корто — 11 июня 1908, Санто-Доминго) — доминиканский военный деятель и политик, на протяжении семи десятилетий ведший активную общественную деятельность, включая долгие годы конфликтов с Гаити, Испанией и США. Эти обстоятельства дают ему право называться человеком, имеющим самую продолжительную военную карьеру в XIX и XX веках в Доминиканской Республике.

## Ранние годы
Тимотео Огандо родился 31 июля 1818 года в Педро-Корто (нынешняя провинция Сан-Хуан) в семье Хуана Огандо Монтеро и Марии Каталины Энкарнасьон (Май Талины). Оба его родителя были доминиканцами испанского происхождения. Всего у них было 14 детей: 12 мальчиков и 2 девочки. Все его братья и сёстры участвовали в войнах против Гаити и Испании.

## Лидер в борьбе за независимость
В возрасте 23 лет вместе со своим 21-летним братом Андресом Тимотео вступили в ряды армии генерала Франсиско Морено в период Доминиканской войны за независимость 22 декабря 1855 года он участвовал в битве при Сантоме под командованием генерала Хосе Марии Кабраля. Благодаря проявлению своих воинских качеств и личного мужества Тимотео в течение недели был произведён в капитаны Освободительной армии.
В июне 1861 года, имея авторитет военного в своём регионе, он вместе с Хосе Марией Кабралем призвал доминиканцев к оружию, следуя соответствующему призыву изгнанного патриота Франсиско дель Росарио Санчеса, чтобы присоединиться к борьбе против аннексии их страны Испанией, осуществлённой в марте того же года доминиканским президентом Педро Сантаной.
Патриоты под командованием Санчеса и Кабраля пересекли границу через долину Сан-Хуан. Санчес решил войти на территорию Гаити, он поручил Огандо эвакуировать раненых, в то время как он и его люди прикрывали тыл. Однако, достигнув Эль-Серкадо, Санчес попал в засаду, устроенную группой местных жителей во главе с генералом Сантьяго де Олео. Услышав стрельбу, Огандо приказал колонне раненых продолжать движение вперёд, а сам немедленно направился на место боя. Он обнаружил Санчеса раненым и предложил перенести его на спине своей лошади, но тот отказался, предпочтя умереть вместе со своими товарищами. Санчес был арестован и расстрелян 4 июля 1861 года. Огандо удалось спасти жизнь февралиста Хуана Пабло Пины, друга Хуана Пабло Дуарте, и других повстанцев, переправив их в Гаити, благодаря своему мастерству наездника и знанию местных дорог. Кабралю также удалось спастись, найдя убежище в Гаити.
Будучи в Гаити, Огандо дождался начала Доминиканской войны за восстановление независимости, чтобы немедленно принять в ней участие, пройдя всю южную кампанию этой войны и достигнув звания генерала. Он участвовал в битве при Ла-Канеле, почти последнем сражении этой войны, а 5 декабря 1864 года, на следующий день, был ранен.

## Дальнейшая карьера
После восстановления независимости Доминиканской Республики Огандо стал союзником Кабраля. Он был первым, кто восстал против авторитарного режима Буэнавентуры Баэса, когда тот находился у власти всего месяц. И Андрес, и он, имея звание генералов, сыграли решающую роль в этой войне, которая завершилась падением диктатора Баэса. Вместе с Кабралем они участвовали в сражениях при реке Яке-дель-Сур и Виахаме, на холмах Бани и Сан-Кристобаля. В Лас-Матас-де-Фарфане, имея всего 30 человек под командованием Кабраля, они одолели силы Карлоса Баэса, брата президента, у которого было 700 хорошо вооружённых людей.
Баэс был свергнут в 1874 году. Огандо поддержал правительство нового президента Игнасио Марии Гонсалеса и входил в его окружение, когда тот посетил Сибао в середине того же года. В августе он принял участие в действиях революционного движения, начавшегося в Сантьяго штурмом крепости Сан-Луис. После попытки Гонсалеса арестовать Грегорио Луперона члены либеральной партии (или синие), объединённые в патриотическую ассоциацию Liga de la Paz, и члены общества Amantes de la Luz обвинили президента в нарушении Конституции и хищении государственных средств.
Ожидая, пока Конгресс рассмотрит жалобу, либералы и баэсисты (красные), желая избежать гражданской войны, согласились предложить Гонсалесу снять обвинение в обмен на его отставку, в которую он подал в феврале 1876 года. Огандо продолжал хранить верность Гонсалесу, организовав заговор против правительства Фернандо Артуро де Мериньо, который стал президентом 23 июля 1880 года. Преследуемый правительственными войсками, он был вынужден жить вне своего дома в течение нескольких месяецев .
Наибольшего политического влияния Огандо добился в правительстве Улисеса Эро. После того, как он был убит в 1899 году, он высказал преданность президенту Орасио Васкесу, который отправил его в Монтекристи, чтобы подавить восстание на Северо-западной линии.
В 1902 году Огандо, в возрасте 84 лет, возглавил группу доминиканцев в гражданской войне, которая привела к посту президента Гаити Пьера Нора Алексиса.
Тимотео Огандо умер 11 июня 1908 года в возрасте 89 лет в Санто-Доминго.